# 肋脉野豌豆
肋脉野豌豆（学名：Vicia costata）是一种豆科植物。这种植物分布于荒漠草原区，产于内蒙古和新疆；此外，蒙古、俄罗斯中亚地区也有分布。